# Altonaer Kaispeicher

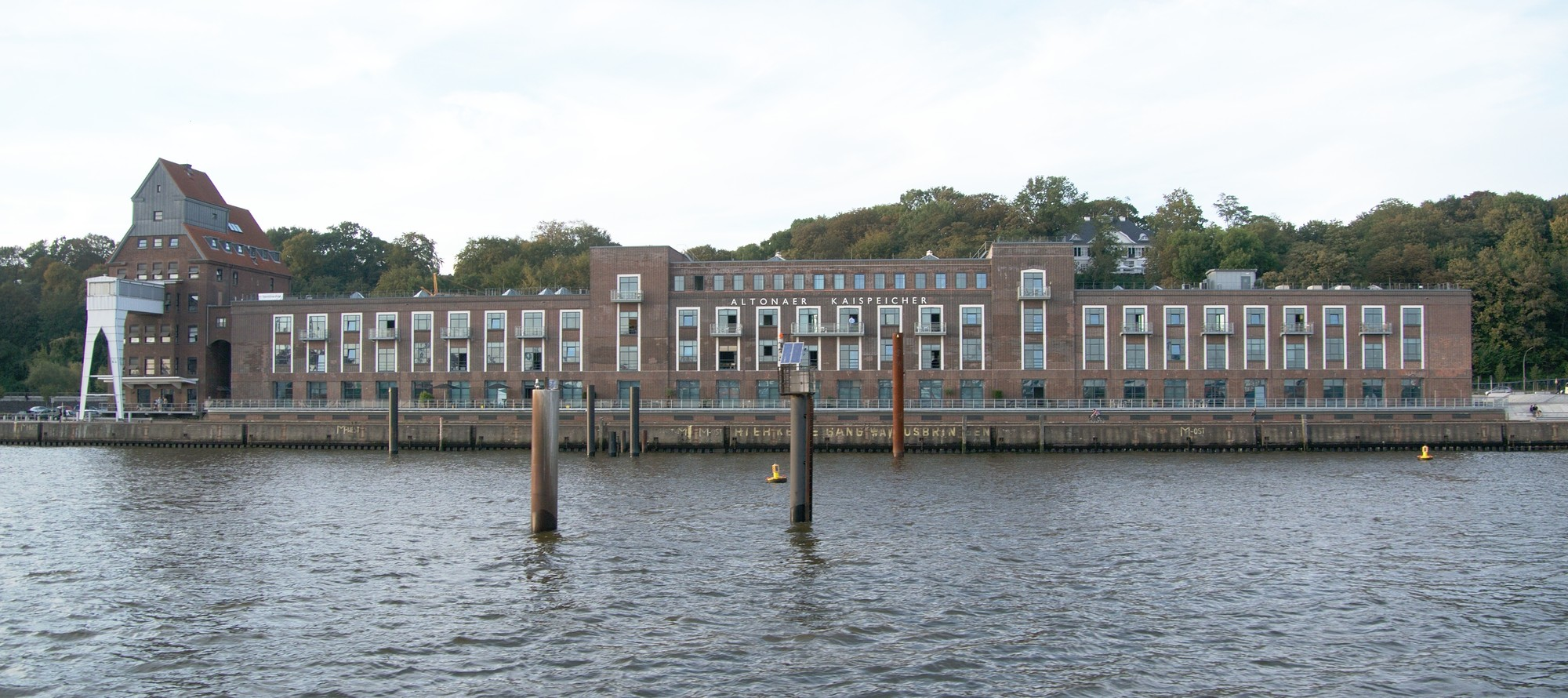
Altonaer Kaispeicher

Im Jahr 1924 wurde der Altonaer Kaispeicher nach einem Entwurf von Gustav Oelsner erbaut. Der Kaispeicher befindet sich im Neumühlen zugewandten Teil der Großen Elbstraße. Er gehört zu den Hamburger Kulturdenkmälern. 2009 erfolgten an diesem Modernisierungsmaßnahmen. Im 21. Jahrhundert wird der Speicher für Veranstaltungen unterschiedlicher Art genutzt.